# Delay-Line-Interferometer

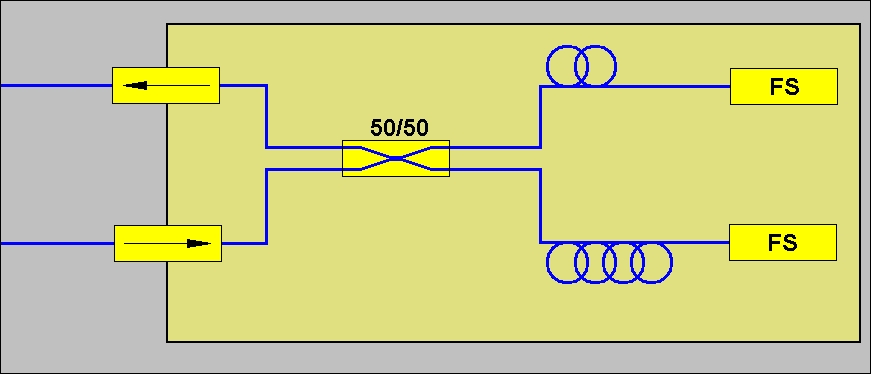
Beispiel für die mögliche faseroptische Realisierung eines Delay-Line-Interferometers. FS = Faraday-Spiegel, 50/50 = optischer Koppler, ↑↓ = optische Dioden (Isolatoren) mit Pfeil in Durchlassrichtung.

Das Delay-Line-Interferometer (DLI) (deutsch: Leitungsverzögerungsinterferometer) ist ein Interferometer nach den Prinzipien von Mach-Zehnder oder Michelson.
Basis des DLI ist das Vorhandensein einer Zweistrahlinterferenz, wobei ein Strahl zeitverzögert zu einem zweiten mit gewünschtdefiniertem Abstand geführt wird.
Das DLI wird in der Praxis unter anderen als optischer DPSK-Wandler genutzt. Dabei wird ein phasenmoduliertes Signal in ein amplitudenmoduliertes umgesetzt.
Eine Erweiterung des Delay-Line-Interferometers auf die quantenmechanische Ebene ist die Time-Bin-Konfiguration.